# رود هزیل
رود هزیل (به ترکی استانبولی: Hezil Suyu) یک رود در استان شرناق ترکیه است.